# Regent Berlin

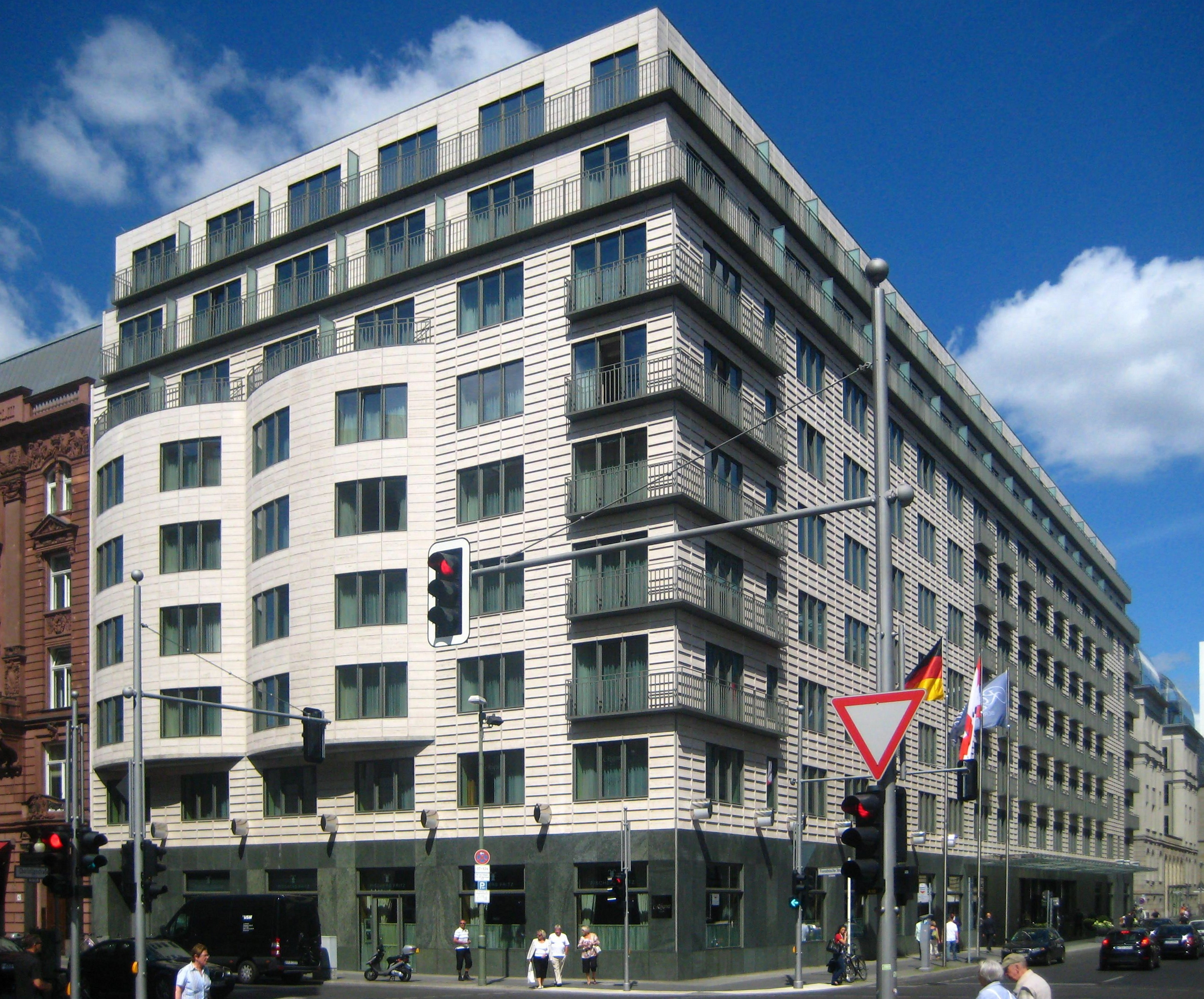
Отель Regent Berlin на площади Жандарменмаркт

Regent Berlin (до 2004 года Four Seasons Berlin) — пятизвёздочный отель в берлинском районе Митте на площади Жандарменмаркт. Здание с фасадом из травертина было возведено в 1993—1996 годах по проекту архитектора Йозефа Пауля Клайхюса в стиле так называемой «критической реконструкции». Заказчиком проекта выступила группа Four Seasons Hotels and Resorts. Затраты на строительство составили 150 млн евро. В 2004—2010 годах отелем под названием Regent Berlin управляла группа Rezidor Hotel Group, с 2011 года отель Regent Berlin принадлежит компании Formosa Hotel. Отель с полезной площадью 28 тыс. м² располагает 195 номерами, из которых 39 — класса «люкс». Ресторан при отеле Fischers Fritz имеет две звезды Мишлена, шеф-поваром в нём в 2004—2018 годах работал Кристиан Лозе.